# Дженкинс, Джеффри
Джеффри Эрнест Дженкинс (англ. Geoffrey Ernest Jenkins; 16 июня 1920, Порт-Элизабет — 7 ноября 2001, Дурбан) — южноафриканский журналист, писатель, сценарист. Автор бестселлера «Берег скелетов» (A Twist of Sand) и других произведений.

## Биография
Джеффри Дженкинс родился в Порт-Элизабет в Южной Африке в 1920 г. в семье Эрнеста Дженкинс, редактора, и Дейзи Дженкинс .

Учился Джеффри в старом Трансваале. После окончания школы работал заместителем редактора в Зимбабве. Был журналистом в Великобритании и Южной Африке.
В возрасте семнадцати лет он написал и опубликовал книгу «Век истории» (англ. "A Century of History"), которая получила особую похвалу от генерала Яна Смэтса в Почефструме на праздновании столетия основания. Смэтс также написал предисловие к книге.
Позже Дженкинс выиграл стипендию журналистов содружества, благодаря чему он попал на Флит-стрит, где провёл Вторую мировую войну в качестве военного корреспондента.

Работая для The Sunday Times, он подружился с Яном Флемингом, создателем агента 007.
Однажды Ян Флеминг сказал: 

«Джеффри Дженкинс имеет высший дар оригинальности… «A Twist of Sand» – грамотный образцовый роман в традициях высокого и оригинального приключения».
После войны Дженкинс обосновался в Родезии, где встретил свою жену, писателя Еву Палмер (Eve Palmer) (1916–1998). Они поженились 17 марта 1950 года. В 1953 году у них родился сын Дэвид.
Также Джеффри был редактором газеты "The Umtali Advertiser", а позже стал корреспондентом газеты "The Star" в Йоханнесбурге.

## Творчество
Дженкинсу удалось объединить успешную карьеру в журналистике с пожизненным интересом к морю. Его знание судов и парусного спорта послужило фоном ко многим из его романов.
Его первая книга «A Twist of Sand» (в русском переводе – «Берег скелетов»), опубликованная в 1959 г., была переведена на 23 языка мира и сразу же стала бестселлером.
На русском языке «Берег скелетов» в сокращенном варианте публиковался в журнале «Вокруг света» №№ 3-8 за 1975 г.
В 1968 роман был экранизирован («A Twist of Sand") режиссёром Доном Чэффи с Ричардом Джонсоном и Онор Блэкман в главных ролях.
В 1971 году опубликован роман «Scend of the Sea». В романе описана история британского судна "SS Warratah", и его загадочной кончины в 1909 году со всеми двумястами одиннадцатью пассажирами, видимо где-то у побережья Транскей. История очаровала молодого южноафриканского курсанта военно-морского флота, Эмлина Брауна, ныне - морского исследователя, настолько, что последние 18 лет он искал судно, которое еще не было найдено. Браун ведет переговоры о получении прав на все романы Дженкинса, которые он планирует экранизировать.
После смерти Флеминга сообщалось, что «Glidrose Productions» уполномочило Дженкинса написать роман о Джеймсе Бонде в 1966. Дженкинс утверждал, что он и Флеминг вместе развивали основную сюжетную линию с контрабандой алмазов в 1957, которую он закончил для «Glidrose Productions» под названием «Per Fine Ounce», но она была отклонена. Копия рукописи, по сообщениям, существует в публицистических архивах Яна Флеминга (формально – «Glidrose Productions»). Раймонд Бенсон, четвертый официальный автор Бонда, подтвердил её существование, что заставило некоторых фанатов настаивать на её публикации.
Три романа Джеффри Дженкинса были экранизированы:
- Как и было указано выше, в 1968  Берег скелетов.
- В 1989 вышел фильм «Грязные игры»[4] (англ. Dirty Games), созданный на основе романа «In Harm's Way».
- Фильм «Алмазный остров»[5] (англ. The River of Diamonds) 1990 года по одноименному роману Дженкинса.

Его сын, Дэвид, сообщал, что отец также был известен своими исследованиями. Он посетил каждое место действия своих романов. Кроме своей собственной работы огромную часть своей жизни он помогал своей жене в её работе.
В соавторстве со своей женой Евой они написали одну книгу - «The Companion Guide to Southern Africa».
Также на русском языке вышел "Морской Охотник" (видимо, Hunter Killer). Библиотека "Вокруг света", издательство "Прибой", 1996 год.
Восемь наиболее популярных романов Дженкинса были изданы тиражом более чем в пять миллионов экземпляров на двадцати трёх языках.

## Произведения

### Романы
- A Twist of Sand (1959) — Берег скелетов
- The Watering-Place of Good Peace (1960; revised 1974)
- A Grue of Ice (1962) published in the U.S. as The Disappearing Island
- The River of Diamonds (1964) — Алмазный остров
- Hunter-Killer (1966) — Морской охотник
- Scend of the Sea (1971) published in the U.S. as The Hollow Sea
- A Cleft of Stars (1973)
- A Bridge of Magpies (1974)
- South Trap (1979) published in paperback as Southtrap
- A Ravel of Waters (1981)
- The Unripe Gold (1983)
- Fireprint (1984)
- In Harm’s Way (1986)
- Hold Down a Shadow (1989)
- A Hive of Dead Men (1991)
- A Daystar of Fear (1993)

### Неопубликованные
- Per Fine Ounce (circa 1966)
- A Kiss of Thorns
- Disquietly to His Grave
- A Gate of Blood
- A Knot of Fire

### Неигровые
- A Century of History: The Story of Potchefstroom (1939; 2nd edition 1971)
- The Companion Guide to South Africa (1978), with Eve Palmer

### Только фото
- Palmer, Eve; Pitman, Norah (1972). Trees of Southern Africa. colour photography by Geoffrey Jenkins and others. A. A. Balkema. (3 vols.)

### Неиспользованные сценарии
- Fifth Paw of the Lion (1966, Columbia Pictures, Charles H. Schneer Productions)